# Ла Лантерна
Лантерна (итал. Lanterna di Genova, или просто Lanterna) — главный маяк Генуэзского порта. Является символом Генуи. Относится к старейшим сохранившимся маякам мира. Высота маяка достигает 77 метров, на вершину ведут 375 ступеней. Занимает вторую строчку в списке самых высоких «традиционных» маяков мира. Самый высокий маяк Италии и Средиземного моря.

## История маяка
Первый маяк на этом месте был построен около 1128 года. В те времена маяк располагался на важной портовой дороге, известной как Виа ди Франча, и находился достаточно далеко от черты города. Только в XVII столетии область вокруг маяка была включена в городскую область Генуи, внутри оборонительных стен.
Для того чтобы поддерживать огонь, в первые столетия существования маяка использовались дрова из высушенного можжевельника и других пород дерева. Первые мореплаватели платили сбор за заход в порт Генуи, и частично этот сбор шёл на содержание маяка и поддержание его постоянной работы. Также Ла Лантерна играла важную роль в период вражды между гвельфами и гибеллинами. Во время одного сражения приверженцы гибеллинов значительно повредили маяк, поскольку приверженцы гвельфов спрятались в здании маяка и сражались оттуда.
В 1318—1321 годах было решено вырыть защитную траншею вокруг башни маяка, чтобы лучше защитить маяк от повреждений во время сражений.
В 1326 году в маяке была установлена лампа, работающая на оливковом масле, чтобы приближающиеся суда могли лучше различать сигнал маяка.
Чтобы в дневное время суток было видно, какому городу принадлежит маяк, в 1340 году на башне маяка был нарисован герб Генуи.
Приблизительно в 1400 году маяк был ещё раз перестроен и стал использоваться также и как тюрьма, в которой содержали в качестве заложника короля Кипра Жана II де Лузиньяна с женой.
В 1405 году священники, которые были ответственны за содержание маяка, поместили на куполе маяка фрески с изображениями рыбы и золотого креста — символы христианства.
Во время борьбы генуэзцев с французами маяк был повреждён, однако в 1543 году башня была восстановлена и приняла современный вид.
В 1449 году одним из хранителей маяка был родной дядя великого исследователя и мореплавателя Христофора Колумба — Антонио Коломбо.
Башня была повреждена во время бомбардировки Генуи французами в 1684 году. Разбитые стёкла были заменены по приказу Людовика XIV в 1692 году. В 1778 году была установлена более совершенная система взамен изношенной столетиями использования предыдущей системы. В 1840 году была установлена вращающаяся линза Френеля, которая была официально открыта в январе 1841 года. Для повышения световой способности система была модифицирована в конце столетия. В 1913 году была проведена полная модернизация маяка, но электрическая часть была сделана плохо, и её пришлось переделывать в 1936 году. Маяк был повреждён американскими и британскими авиационными бомбардировками во время Второй мировой войны. В 1956 году был завершён проект восстановления маяка.